# Agosto Vermelho

Em 18 de agosto de 1966, Mao Tsé-Tung se encontrou com os Guardas Vermelhos em Tiananmen pela primeira vez, provocando massacres em Pequim.

O Agosto Vermelho (chinês tradicional: 紅八月; chinês simplificado: 红八月; pinyin: Hóng Bāyuè), originalmente significando agosto de 1966 da Revolução Cultural, também é usado para indicar uma série de massacres em Pequim que ocorreram principalmente durante o período. De acordo com as estatísticas oficiais de 1980, de agosto a setembro de 1966, um total de 1.772 pessoas — incluindo professores e diretores de muitas escolas — foram mortas em Pequim pelos Guardas Vermelhos; além disso, 33.695 casas foram saqueadas e 85.196 famílias foram forçadas a deixar a cidade. Os estudiosos também apontaram que, de acordo com as estatísticas oficiais em 1985, o número real de mortos durante o Agosto Vermelho foi superior a 10.000.

## História
Em 18 de agosto de 1966, Mao Tsé-Tung se encontrou publicamente com Song Binbin (宋彬彬), uma líder dos Guardas Vermelhos, na Praça Tiananmen de Pequim. A reunião encorajou muito os Guardas Vermelhos, que então começaram sua matança massiva na cidade e destruíram os "Quatro Velhos" ao mesmo tempo.
Os métodos de abate durante o Agosto Vermelho incluíam espancamentos, chicotadas, estrangulamento, pisoteio, fervura, decapitação e assim por diante. Em particular, o método usado para matar a maioria dos bebês e crianças era derrubá-los contra o chão ou cortá-los ao meio. Muitas pessoas, incluindo o notável escritor Lao She (老舍), cometeram suicídio após serem perseguidas.
Durante os massacres, Mao Tsé-tung se opôs publicamente a qualquer intervenção do governo no movimento estudantil, e Xie Fuzhi (谢富治), o Ministro do Ministério da Segurança Pública, também ordenou proteger os Guardas Vermelhos e não prendê-los. No entanto, a situação ficou fora de controle no final de agosto de 1966, forçando o Comitê Central do Partido Comunista da China (PCC) e o governo chinês a realizar múltiplas intervenções que gradualmente puseram fim ao massacre.

## Consequências e impacto

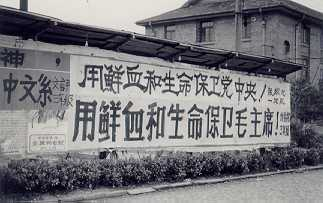
A propaganda política dos Guardas Vermelhos no campus da Universidade Fudan de Xangai: "Defenda o Comitê Central do Partido com sangue e vida! Defenda o presidente Mao com sangue e vida!".

O massacre realizado pelos Guardas Vermelhos também causou impacto em vários distritos rurais de Pequim. Por exemplo, durante o "Massacre de Daxing", 325 pessoas foram mortas de 27 de agosto a 1.º de setembro no distrito de Daxing, em Pequim. Durante o Massacre de Daxing, o homem mais velho morto durante o Massacre de Daxing tinha 80 anos, enquanto o mais jovem tinha apenas 38 dias, e no total 22 famílias foram dizimadas.
O Agosto Vermelho de Pequim é considerado a origem do Terror Vermelho na Revolução Cultural Chinesa, instigando o movimento dos Guardas Vermelhos em várias cidades, incluindo Xangai, Cantão, Nanquim e Xiamen, onde líderes políticos locais, intelectuais, professores e membros dos Cinco Categorias Negras foram perseguidas e até mortas pelos Guardas Vermelhos.
Houve comparação entre a data "18 de agosto de 1966", que foi o momento crucial do Agosto Vermelho, com a Kristallnacht, que foi o prelúdio do Holocausto da Alemanha Nazista. Além disso, o Agosto Vermelho junto com os massacres subsequentes em toda a China durante a Revolução Cultural foram comparados ao Massacre de Nanquim conduzido pelos militares japoneses durante a Segunda Guerra Sino-Japonesa.